# Caudecoste
Caudecoste település Franciaországban, Lot-et-Garonne megyében. Lakosainak száma 1133 fő (2022. január 1.). Caudecoste Saint-Jean-de-Thurac, Cuq, Dunes, Fals, Layrac, Saint-Nicolas-de-la-Balerme, Saint-Sixte és Sauveterre-Saint-Denis községekkel határos.

## Népesség
A település népességének változása:
| Lakosok száma | 768  | 832  | 855  | 893  | 983  | 1030 | 1072 | 1109 | 1136 | 1133 |
|               | 1968 | 1982 | 1990 | 2006 | 2013 | 2015 | 2017 | 2019 | 2020 | 2022 |